# Chiesa di San Martino Vescovo (Verona)
La chiesa di San Martino Vescovo è la parrocchiale di Avesa, frazione di Verona, in provincia e diocesi di Verona; fa parte del vicariato di Verona Nord Ovest.

## Storia

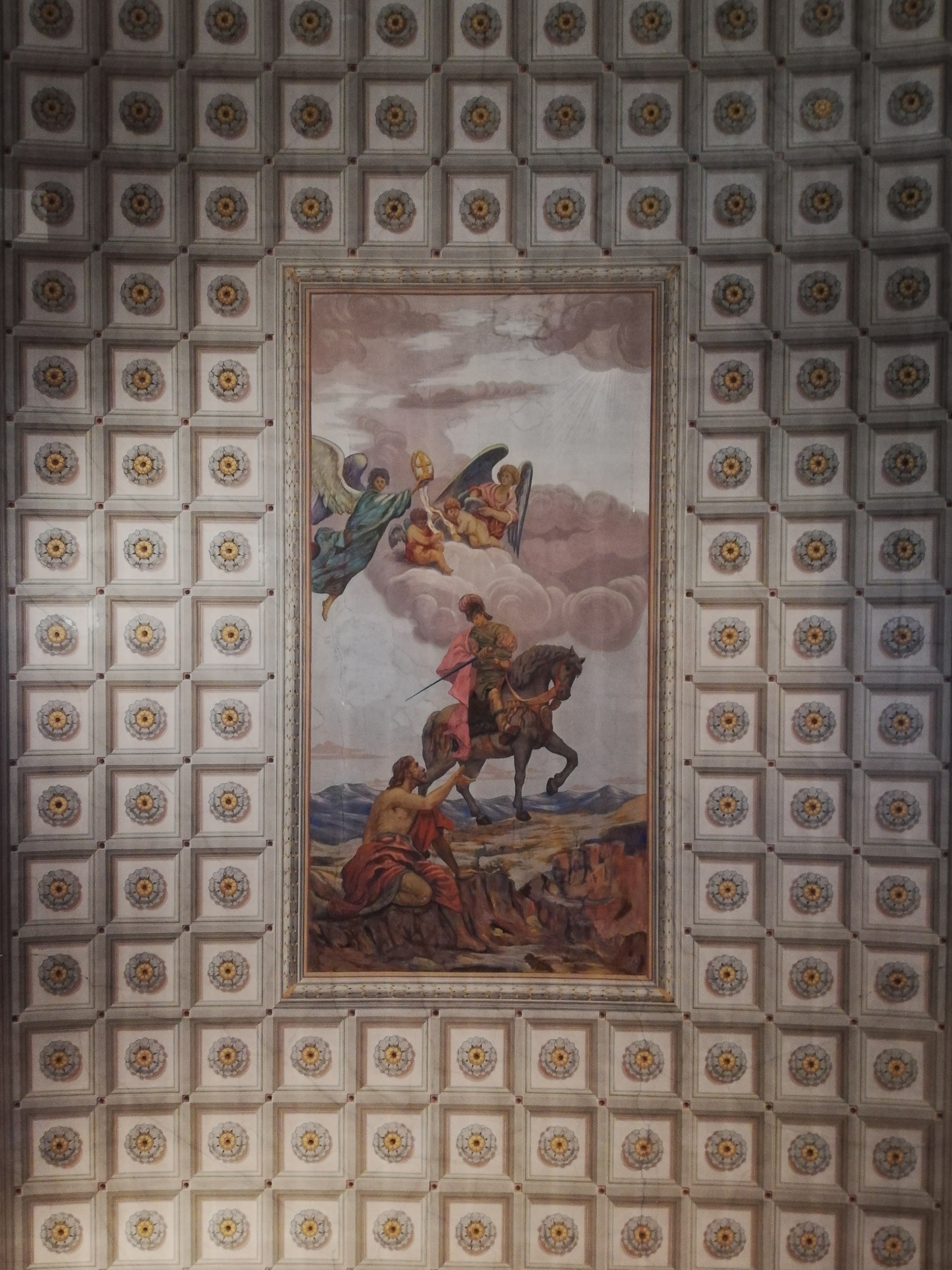
Il dipinto del soffitto

L'originaria chiesa avesana sorse nell'VIII secolo; accanto ad essa per volere di Ottonello e Maurizio de Bastardi venne costruito nel 1224 un monastero, all'inizio misto e unicamente femminile dal XIII secolo, e dipendente dal cenobio mantovano di San Marco fino al 1476 e successivamente da quello veronese di San Giovanni alla Beverara. La cappella e il monastero furono però demoliti nel 1518 per motivazioni militari e vennero riedificati in un'altra posizione tra il 1523 e il 1530.
Nel 1792 iniziarono i lavori di costruzione della nuova parrocchiale, progettata del veronese Luigi Trezza; l'edificio, che andò ad inglobare la precedente chiesetta, venne portato a termine nel 1808. La struttura riportò dei danni durante una scossa sismica nel 1891 e pertanto venne restaurata; tuttavia, già nel 1898 versava in pessime condizioni e fu chiusa al pubblico, per poi venir riaperta nel 1901 dopo un ulteriore intervento di restauro.

## Descrizione

### Esterno

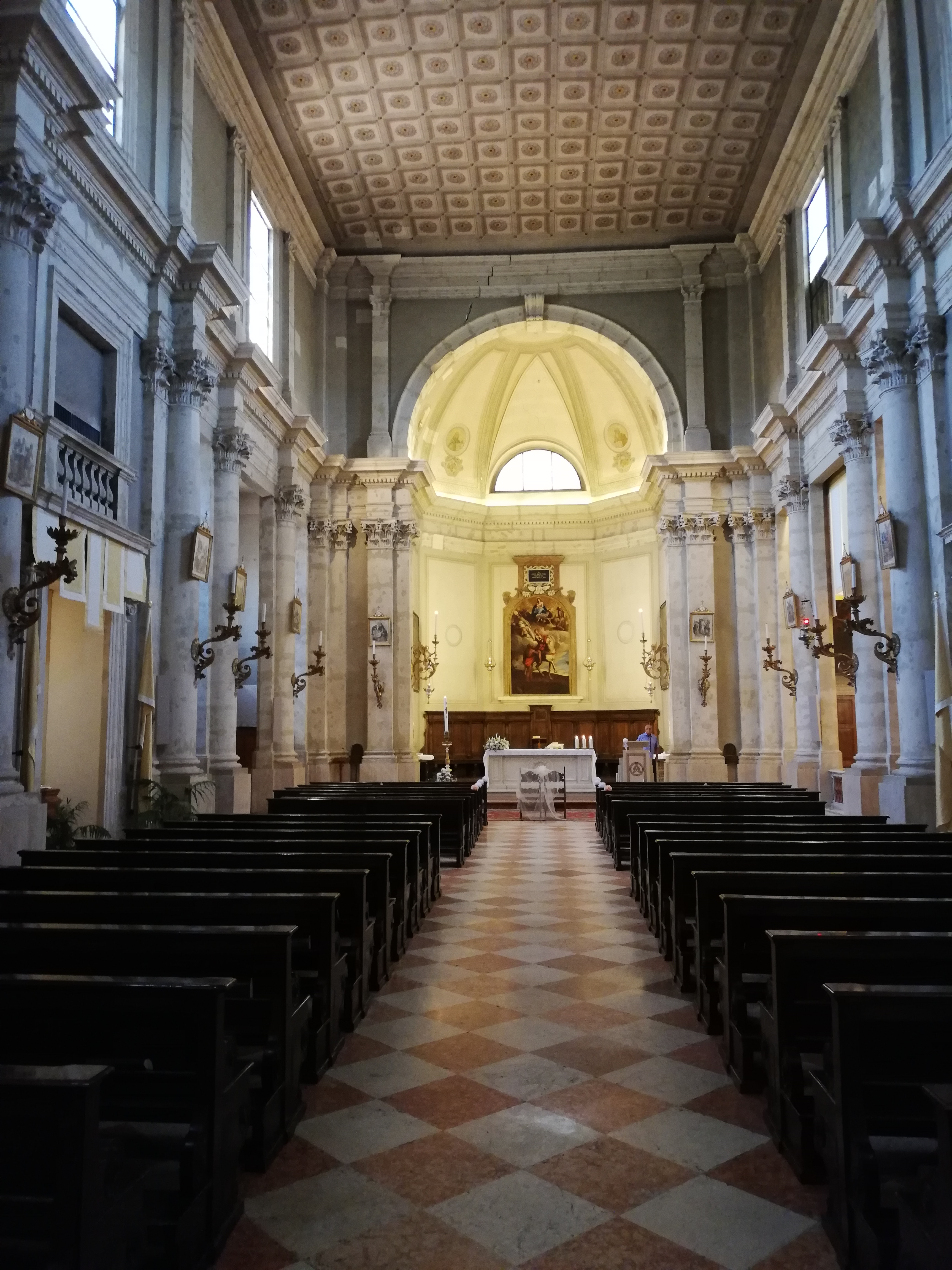
L'interno dell'edificio

La facciata a capanna della chiesa è tripartita da quattro semicolonne corinzie, poggianti su alti basamenti e sorreggenti la trabeazione e il frontone triangolare, e presenta al centro il portale maggiore, sovrastato da una mensola e dal medaglione raffigurante San Martino che dona il mantello al povero, e ai lati due nicchie ospitanti le statue dei Santi Agostino e Bartolomeo.

### Interno
L'interno dell'edificio si compone di un'unica navata le cui pareti sono scandite da lesene, sopra le quali si imposta un controsoffitto in incannucciato, intonacato e abbellito dal dipinto con soggetto San Martino, eseguito da Guido Trentini, e sulla quale si affacciano le quattro cappellette laterali ospitanti gli altari minori; al termine dell'aula si sviluppa il presbiterio, sopraelevato di due gradini e chiuso dall'abside di forma poligonale, il cui catino è decorato dalle raffigurazioni della Colomba dello Spirito Santo e dei Quattro Evangelisti.